# Division d'Honneur 1943-1944
La Division d'Honneur 1943-1944 è stata la 42ª edizione della massima serie del campionato belga di calcio disputata tra il 19 settembre 1943 e il 30 aprile 1944 e conclusa con la vittoria del Anversa, al suo terzo titolo.

## Formula
Come nella stagione precedente le squadre partecipanti furono 16 e disputarono un turno di andata e ritorno per un totale di 30 partite.
Le ultime due classificate avrebbero dovuto retrocedere in Division 1.
Le crescenti difficoltà dei nazisti inasprirono il clima di guerra nel paese e interferirono con lo svolgimento dei campionati.

## Classifica finale
| Pos. | Squadra                     | G  | V  | N  | P  | GF | GS | Punti |
| ---- | --------------------------- | -- | -- | -- | -- | -- | -- | ----- |
| 1    | Anversa                     | 30 | 23 | 4  | 3  | 83 | 22 | 49    |
| 2    | R.S.C. Anderlecht           | 30 | 19 | 7  | 4  | 84 | 52 | 42    |
| 3    | R. Beerschot AC             | 30 | 14 | 7  | 9  | 73 | 49 | 37    |
| 4    | Lierse S.K.                 | 30 | 14 | 8  | 8  | 63 | 55 | 36    |
| 5    | KV Mechelen                 | 30 | 13 | 9  | 8  | 60 | 48 | 34    |
| 6    | K Berchem Sport             | 30 | 11 | 10 | 9  | 63 | 84 | 31    |
| 7    | Royale Union Saint-Gilloise | 30 | 12 | 12 | 6  | 60 | 58 | 30    |
| 8    | Cercle Brugge K.S.V.        | 30 | 12 | 13 | 5  | 51 | 47 | 29    |
| 9    | Olympic Charleroi           | 30 | 10 | 12 | 8  | 64 | 58 | 28    |
| 10   | CS La Forestoise            | 30 | 11 | 13 | 6  | 63 | 88 | 28    |
| 11   | White Star Woluwé F.C.      | 29 | 11 | 14 | 4  | 67 | 70 | 26    |
| 12   | Eendracht Alost             | 30 | 11 | 15 | 4  | 45 | 58 | 26    |
| 13   | K.A.A. Gent                 | 30 | 6  | 13 | 11 | 54 | 70 | 23    |
| 14   | Standard Liegi              | 29 | 9  | 16 | 4  | 57 | 87 | 22    |
| 15   | KM Lyra                     | 30 | 5  | 16 | 9  | 55 | 79 | 19    |
| 16   | Tilleur FC                  | 30 | 5  | 17 | 8  | 36 | 71 | 18    |

G = Partite giocate; V = Vittorie; N = Nulle/Pareggi; P = Perse; GF = Goal fatti; GS = Goal subiti; 
Il campionato successivo fu annullato per la Seconda guerra mondiale. Alla liberazione la Federcalcio offrì il ripescaggio a tutti i club come misura risarcitoria antifascista.